# Zapovednik Poetoranski
Zapovednik Poetoranski (Russisch: Путоранский государственный природный заповедник; "Staats-natuur-zapovednik Poetoranski") is een Russische zapovednik aan de rand van het Poetoranagebergte in het noordwesten van het Midden-Siberisch Bergland ten zuiden van het schiereiland Tajmyr. Het gebied heeft een oppervlakte van 18.872,51 km² (1.887.251 hectare) en is daarmee een van de grootste zapovedniks van Rusland.
De zapovednik werd gesticht op 15 december 1988 en heeft 28 man personeel. Het ligt bestuurlijk op het gebied van het autonome district Tajmyr, maar heeft haar kantoor in Norilsk, dat bestuurlijk direct onder kraj Krasnojarsk valt.
Het doel van de stichting van de zapovednik was en is het behoud van de mijnlandschappen (Norilsk ligt in een van de grootste delfstoffengebieden van Rusland), plantsoorten die uniek zijn in de wereld en zeldzame diersoorten, waaronder het Poetoranasneeuwschaap (Ovis nivicola borealis), dat in de Russische rode lijst van bedreigde soorten is opgenomen en de grootste populatie wilde rendieren (Rangifer tarandus), die overwinteren in de zapovednik.

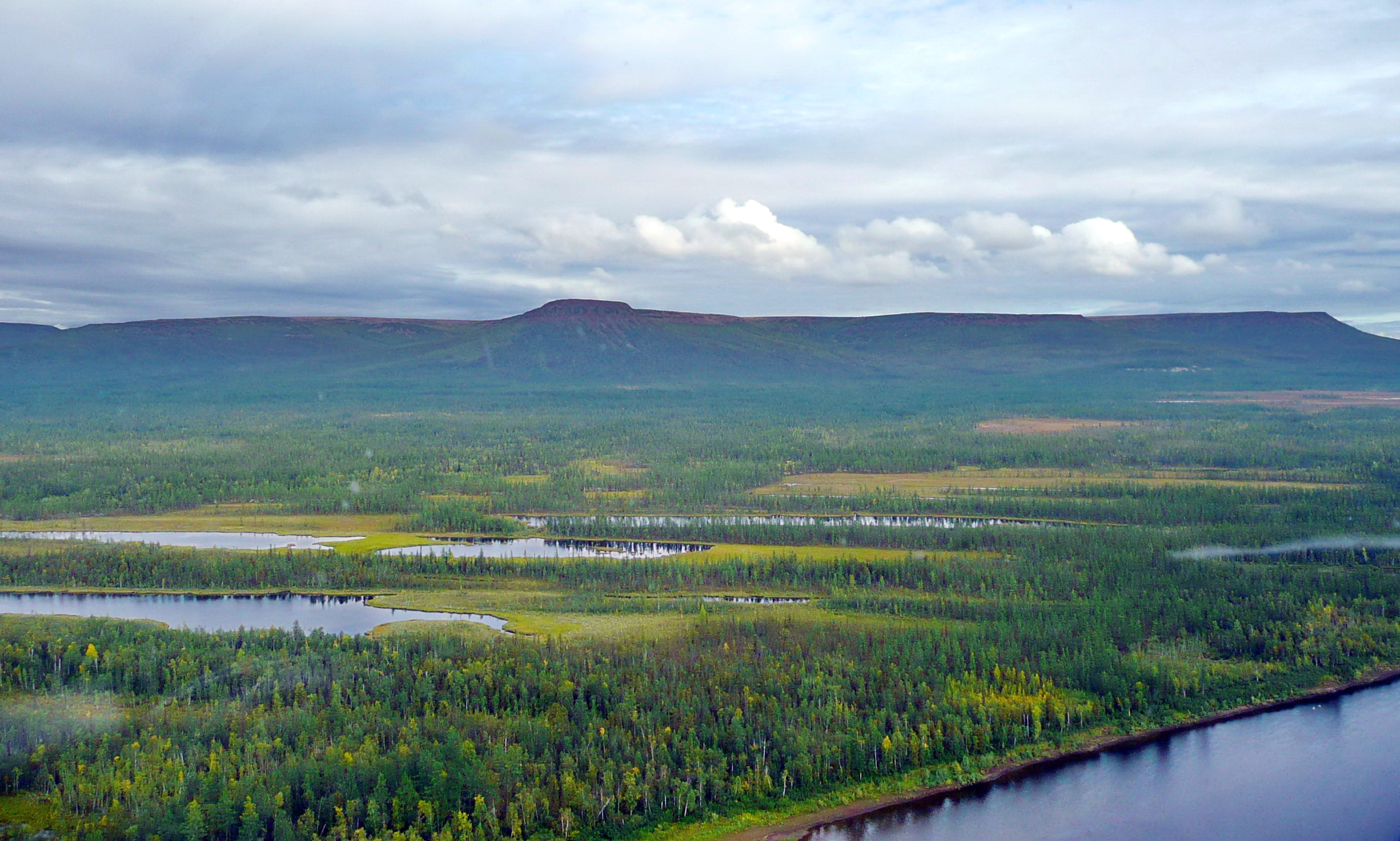
Uitzicht op het Poetoranagebergte vanuit de lucht